# Čaturanga
Čaturanga či čatrang je strategická desková hra pocházející z Indie. Podle mnoha šachových historiků je předchůdcem všech dnes hraných šachových her. Hru mohli hrát dva nebo čtyři hráči, přičemž hra pro čtyři hráče se častěji nazývá čaturadži. Čaturadži je někdy považována za předchůdce čaturangy, ale pojmenování různých variant hry není zcela jednotné.
Čaturanga se hrála na čtverové desce o 64 polích (8x8) nazývané aštapáda podle starobylé hry, jejíž pravidla jsou dnes již neznámá. Deska obsahovala některá speciální označení, jejichž význam je dnes rovněž neznámý. O tom, jakým kamenem bude hráč hrát, rozhoduje hod čtyřstěnnou kostkou (resp. kvádříkem protáhlého tvaru). Vynecháním kostky vznikla hra šatrandž, která pak prošla ještě dlouhým vývojem, než se z ní staly šachy v takové podobě, jak je známe dnes.

## Pravidla hry
|   | a | b | c | d | e | f | g | h |   |
| 8 | a8 s r · b8 p r · e8 k y · f8 e y · g8 n y · h8 s y · a7 n r · b7 p r · e7 p y · f7 p y · g7 p y · h7 p y · a6 e r · b6 p r · a5 k r · b5 p r · g4 černý pěšec · h4 černý král · g3 černý pěšec · h3 černý střelec vzhůru nohama · a2 p g · b2 p g · c2 p g · d2 p g · g2 černý pěšec · h2 černý jezdec · a1 s g · b1 n g · c1 e g · d1 k g · g1 černý pěšec · h1 černý jezdec vzhůru nohama | a8 s r · b8 p r · e8 k y · f8 e y · g8 n y · h8 s y · a7 n r · b7 p r · e7 p y · f7 p y · g7 p y · h7 p y · a6 e r · b6 p r · a5 k r · b5 p r · g4 černý pěšec · h4 černý král · g3 černý pěšec · h3 černý střelec vzhůru nohama · a2 p g · b2 p g · c2 p g · d2 p g · g2 černý pěšec · h2 černý jezdec · a1 s g · b1 n g · c1 e g · d1 k g · g1 černý pěšec · h1 černý jezdec vzhůru nohama | a8 s r · b8 p r · e8 k y · f8 e y · g8 n y · h8 s y · a7 n r · b7 p r · e7 p y · f7 p y · g7 p y · h7 p y · a6 e r · b6 p r · a5 k r · b5 p r · g4 černý pěšec · h4 černý král · g3 černý pěšec · h3 černý střelec vzhůru nohama · a2 p g · b2 p g · c2 p g · d2 p g · g2 černý pěšec · h2 černý jezdec · a1 s g · b1 n g · c1 e g · d1 k g · g1 černý pěšec · h1 černý jezdec vzhůru nohama | a8 s r · b8 p r · e8 k y · f8 e y · g8 n y · h8 s y · a7 n r · b7 p r · e7 p y · f7 p y · g7 p y · h7 p y · a6 e r · b6 p r · a5 k r · b5 p r · g4 černý pěšec · h4 černý král · g3 černý pěšec · h3 černý střelec vzhůru nohama · a2 p g · b2 p g · c2 p g · d2 p g · g2 černý pěšec · h2 černý jezdec · a1 s g · b1 n g · c1 e g · d1 k g · g1 černý pěšec · h1 černý jezdec vzhůru nohama | a8 s r · b8 p r · e8 k y · f8 e y · g8 n y · h8 s y · a7 n r · b7 p r · e7 p y · f7 p y · g7 p y · h7 p y · a6 e r · b6 p r · a5 k r · b5 p r · g4 černý pěšec · h4 černý král · g3 černý pěšec · h3 černý střelec vzhůru nohama · a2 p g · b2 p g · c2 p g · d2 p g · g2 černý pěšec · h2 černý jezdec · a1 s g · b1 n g · c1 e g · d1 k g · g1 černý pěšec · h1 černý jezdec vzhůru nohama | a8 s r · b8 p r · e8 k y · f8 e y · g8 n y · h8 s y · a7 n r · b7 p r · e7 p y · f7 p y · g7 p y · h7 p y · a6 e r · b6 p r · a5 k r · b5 p r · g4 černý pěšec · h4 černý král · g3 černý pěšec · h3 černý střelec vzhůru nohama · a2 p g · b2 p g · c2 p g · d2 p g · g2 černý pěšec · h2 černý jezdec · a1 s g · b1 n g · c1 e g · d1 k g · g1 černý pěšec · h1 černý jezdec vzhůru nohama | a8 s r · b8 p r · e8 k y · f8 e y · g8 n y · h8 s y · a7 n r · b7 p r · e7 p y · f7 p y · g7 p y · h7 p y · a6 e r · b6 p r · a5 k r · b5 p r · g4 černý pěšec · h4 černý král · g3 černý pěšec · h3 černý střelec vzhůru nohama · a2 p g · b2 p g · c2 p g · d2 p g · g2 černý pěšec · h2 černý jezdec · a1 s g · b1 n g · c1 e g · d1 k g · g1 černý pěšec · h1 černý jezdec vzhůru nohama | a8 s r · b8 p r · e8 k y · f8 e y · g8 n y · h8 s y · a7 n r · b7 p r · e7 p y · f7 p y · g7 p y · h7 p y · a6 e r · b6 p r · a5 k r · b5 p r · g4 černý pěšec · h4 černý král · g3 černý pěšec · h3 černý střelec vzhůru nohama · a2 p g · b2 p g · c2 p g · d2 p g · g2 černý pěšec · h2 černý jezdec · a1 s g · b1 n g · c1 e g · d1 k g · g1 černý pěšec · h1 černý jezdec vzhůru nohama | 8 |
| 7 | a8 s r · b8 p r · e8 k y · f8 e y · g8 n y · h8 s y · a7 n r · b7 p r · e7 p y · f7 p y · g7 p y · h7 p y · a6 e r · b6 p r · a5 k r · b5 p r · g4 černý pěšec · h4 černý král · g3 černý pěšec · h3 černý střelec vzhůru nohama · a2 p g · b2 p g · c2 p g · d2 p g · g2 černý pěšec · h2 černý jezdec · a1 s g · b1 n g · c1 e g · d1 k g · g1 černý pěšec · h1 černý jezdec vzhůru nohama | a8 s r · b8 p r · e8 k y · f8 e y · g8 n y · h8 s y · a7 n r · b7 p r · e7 p y · f7 p y · g7 p y · h7 p y · a6 e r · b6 p r · a5 k r · b5 p r · g4 černý pěšec · h4 černý král · g3 černý pěšec · h3 černý střelec vzhůru nohama · a2 p g · b2 p g · c2 p g · d2 p g · g2 černý pěšec · h2 černý jezdec · a1 s g · b1 n g · c1 e g · d1 k g · g1 černý pěšec · h1 černý jezdec vzhůru nohama | a8 s r · b8 p r · e8 k y · f8 e y · g8 n y · h8 s y · a7 n r · b7 p r · e7 p y · f7 p y · g7 p y · h7 p y · a6 e r · b6 p r · a5 k r · b5 p r · g4 černý pěšec · h4 černý král · g3 černý pěšec · h3 černý střelec vzhůru nohama · a2 p g · b2 p g · c2 p g · d2 p g · g2 černý pěšec · h2 černý jezdec · a1 s g · b1 n g · c1 e g · d1 k g · g1 černý pěšec · h1 černý jezdec vzhůru nohama | a8 s r · b8 p r · e8 k y · f8 e y · g8 n y · h8 s y · a7 n r · b7 p r · e7 p y · f7 p y · g7 p y · h7 p y · a6 e r · b6 p r · a5 k r · b5 p r · g4 černý pěšec · h4 černý král · g3 černý pěšec · h3 černý střelec vzhůru nohama · a2 p g · b2 p g · c2 p g · d2 p g · g2 černý pěšec · h2 černý jezdec · a1 s g · b1 n g · c1 e g · d1 k g · g1 černý pěšec · h1 černý jezdec vzhůru nohama | a8 s r · b8 p r · e8 k y · f8 e y · g8 n y · h8 s y · a7 n r · b7 p r · e7 p y · f7 p y · g7 p y · h7 p y · a6 e r · b6 p r · a5 k r · b5 p r · g4 černý pěšec · h4 černý král · g3 černý pěšec · h3 černý střelec vzhůru nohama · a2 p g · b2 p g · c2 p g · d2 p g · g2 černý pěšec · h2 černý jezdec · a1 s g · b1 n g · c1 e g · d1 k g · g1 černý pěšec · h1 černý jezdec vzhůru nohama | a8 s r · b8 p r · e8 k y · f8 e y · g8 n y · h8 s y · a7 n r · b7 p r · e7 p y · f7 p y · g7 p y · h7 p y · a6 e r · b6 p r · a5 k r · b5 p r · g4 černý pěšec · h4 černý král · g3 černý pěšec · h3 černý střelec vzhůru nohama · a2 p g · b2 p g · c2 p g · d2 p g · g2 černý pěšec · h2 černý jezdec · a1 s g · b1 n g · c1 e g · d1 k g · g1 černý pěšec · h1 černý jezdec vzhůru nohama | a8 s r · b8 p r · e8 k y · f8 e y · g8 n y · h8 s y · a7 n r · b7 p r · e7 p y · f7 p y · g7 p y · h7 p y · a6 e r · b6 p r · a5 k r · b5 p r · g4 černý pěšec · h4 černý král · g3 černý pěšec · h3 černý střelec vzhůru nohama · a2 p g · b2 p g · c2 p g · d2 p g · g2 černý pěšec · h2 černý jezdec · a1 s g · b1 n g · c1 e g · d1 k g · g1 černý pěšec · h1 černý jezdec vzhůru nohama | a8 s r · b8 p r · e8 k y · f8 e y · g8 n y · h8 s y · a7 n r · b7 p r · e7 p y · f7 p y · g7 p y · h7 p y · a6 e r · b6 p r · a5 k r · b5 p r · g4 černý pěšec · h4 černý král · g3 černý pěšec · h3 černý střelec vzhůru nohama · a2 p g · b2 p g · c2 p g · d2 p g · g2 černý pěšec · h2 černý jezdec · a1 s g · b1 n g · c1 e g · d1 k g · g1 černý pěšec · h1 černý jezdec vzhůru nohama | 7 |
| 6 | a8 s r · b8 p r · e8 k y · f8 e y · g8 n y · h8 s y · a7 n r · b7 p r · e7 p y · f7 p y · g7 p y · h7 p y · a6 e r · b6 p r · a5 k r · b5 p r · g4 černý pěšec · h4 černý král · g3 černý pěšec · h3 černý střelec vzhůru nohama · a2 p g · b2 p g · c2 p g · d2 p g · g2 černý pěšec · h2 černý jezdec · a1 s g · b1 n g · c1 e g · d1 k g · g1 černý pěšec · h1 černý jezdec vzhůru nohama | a8 s r · b8 p r · e8 k y · f8 e y · g8 n y · h8 s y · a7 n r · b7 p r · e7 p y · f7 p y · g7 p y · h7 p y · a6 e r · b6 p r · a5 k r · b5 p r · g4 černý pěšec · h4 černý král · g3 černý pěšec · h3 černý střelec vzhůru nohama · a2 p g · b2 p g · c2 p g · d2 p g · g2 černý pěšec · h2 černý jezdec · a1 s g · b1 n g · c1 e g · d1 k g · g1 černý pěšec · h1 černý jezdec vzhůru nohama | a8 s r · b8 p r · e8 k y · f8 e y · g8 n y · h8 s y · a7 n r · b7 p r · e7 p y · f7 p y · g7 p y · h7 p y · a6 e r · b6 p r · a5 k r · b5 p r · g4 černý pěšec · h4 černý král · g3 černý pěšec · h3 černý střelec vzhůru nohama · a2 p g · b2 p g · c2 p g · d2 p g · g2 černý pěšec · h2 černý jezdec · a1 s g · b1 n g · c1 e g · d1 k g · g1 černý pěšec · h1 černý jezdec vzhůru nohama | a8 s r · b8 p r · e8 k y · f8 e y · g8 n y · h8 s y · a7 n r · b7 p r · e7 p y · f7 p y · g7 p y · h7 p y · a6 e r · b6 p r · a5 k r · b5 p r · g4 černý pěšec · h4 černý král · g3 černý pěšec · h3 černý střelec vzhůru nohama · a2 p g · b2 p g · c2 p g · d2 p g · g2 černý pěšec · h2 černý jezdec · a1 s g · b1 n g · c1 e g · d1 k g · g1 černý pěšec · h1 černý jezdec vzhůru nohama | a8 s r · b8 p r · e8 k y · f8 e y · g8 n y · h8 s y · a7 n r · b7 p r · e7 p y · f7 p y · g7 p y · h7 p y · a6 e r · b6 p r · a5 k r · b5 p r · g4 černý pěšec · h4 černý král · g3 černý pěšec · h3 černý střelec vzhůru nohama · a2 p g · b2 p g · c2 p g · d2 p g · g2 černý pěšec · h2 černý jezdec · a1 s g · b1 n g · c1 e g · d1 k g · g1 černý pěšec · h1 černý jezdec vzhůru nohama | a8 s r · b8 p r · e8 k y · f8 e y · g8 n y · h8 s y · a7 n r · b7 p r · e7 p y · f7 p y · g7 p y · h7 p y · a6 e r · b6 p r · a5 k r · b5 p r · g4 černý pěšec · h4 černý král · g3 černý pěšec · h3 černý střelec vzhůru nohama · a2 p g · b2 p g · c2 p g · d2 p g · g2 černý pěšec · h2 černý jezdec · a1 s g · b1 n g · c1 e g · d1 k g · g1 černý pěšec · h1 černý jezdec vzhůru nohama | a8 s r · b8 p r · e8 k y · f8 e y · g8 n y · h8 s y · a7 n r · b7 p r · e7 p y · f7 p y · g7 p y · h7 p y · a6 e r · b6 p r · a5 k r · b5 p r · g4 černý pěšec · h4 černý král · g3 černý pěšec · h3 černý střelec vzhůru nohama · a2 p g · b2 p g · c2 p g · d2 p g · g2 černý pěšec · h2 černý jezdec · a1 s g · b1 n g · c1 e g · d1 k g · g1 černý pěšec · h1 černý jezdec vzhůru nohama | a8 s r · b8 p r · e8 k y · f8 e y · g8 n y · h8 s y · a7 n r · b7 p r · e7 p y · f7 p y · g7 p y · h7 p y · a6 e r · b6 p r · a5 k r · b5 p r · g4 černý pěšec · h4 černý král · g3 černý pěšec · h3 černý střelec vzhůru nohama · a2 p g · b2 p g · c2 p g · d2 p g · g2 černý pěšec · h2 černý jezdec · a1 s g · b1 n g · c1 e g · d1 k g · g1 černý pěšec · h1 černý jezdec vzhůru nohama | 6 |
| 5 | a8 s r · b8 p r · e8 k y · f8 e y · g8 n y · h8 s y · a7 n r · b7 p r · e7 p y · f7 p y · g7 p y · h7 p y · a6 e r · b6 p r · a5 k r · b5 p r · g4 černý pěšec · h4 černý král · g3 černý pěšec · h3 černý střelec vzhůru nohama · a2 p g · b2 p g · c2 p g · d2 p g · g2 černý pěšec · h2 černý jezdec · a1 s g · b1 n g · c1 e g · d1 k g · g1 černý pěšec · h1 černý jezdec vzhůru nohama | a8 s r · b8 p r · e8 k y · f8 e y · g8 n y · h8 s y · a7 n r · b7 p r · e7 p y · f7 p y · g7 p y · h7 p y · a6 e r · b6 p r · a5 k r · b5 p r · g4 černý pěšec · h4 černý král · g3 černý pěšec · h3 černý střelec vzhůru nohama · a2 p g · b2 p g · c2 p g · d2 p g · g2 černý pěšec · h2 černý jezdec · a1 s g · b1 n g · c1 e g · d1 k g · g1 černý pěšec · h1 černý jezdec vzhůru nohama | a8 s r · b8 p r · e8 k y · f8 e y · g8 n y · h8 s y · a7 n r · b7 p r · e7 p y · f7 p y · g7 p y · h7 p y · a6 e r · b6 p r · a5 k r · b5 p r · g4 černý pěšec · h4 černý král · g3 černý pěšec · h3 černý střelec vzhůru nohama · a2 p g · b2 p g · c2 p g · d2 p g · g2 černý pěšec · h2 černý jezdec · a1 s g · b1 n g · c1 e g · d1 k g · g1 černý pěšec · h1 černý jezdec vzhůru nohama | a8 s r · b8 p r · e8 k y · f8 e y · g8 n y · h8 s y · a7 n r · b7 p r · e7 p y · f7 p y · g7 p y · h7 p y · a6 e r · b6 p r · a5 k r · b5 p r · g4 černý pěšec · h4 černý král · g3 černý pěšec · h3 černý střelec vzhůru nohama · a2 p g · b2 p g · c2 p g · d2 p g · g2 černý pěšec · h2 černý jezdec · a1 s g · b1 n g · c1 e g · d1 k g · g1 černý pěšec · h1 černý jezdec vzhůru nohama | a8 s r · b8 p r · e8 k y · f8 e y · g8 n y · h8 s y · a7 n r · b7 p r · e7 p y · f7 p y · g7 p y · h7 p y · a6 e r · b6 p r · a5 k r · b5 p r · g4 černý pěšec · h4 černý král · g3 černý pěšec · h3 černý střelec vzhůru nohama · a2 p g · b2 p g · c2 p g · d2 p g · g2 černý pěšec · h2 černý jezdec · a1 s g · b1 n g · c1 e g · d1 k g · g1 černý pěšec · h1 černý jezdec vzhůru nohama | a8 s r · b8 p r · e8 k y · f8 e y · g8 n y · h8 s y · a7 n r · b7 p r · e7 p y · f7 p y · g7 p y · h7 p y · a6 e r · b6 p r · a5 k r · b5 p r · g4 černý pěšec · h4 černý král · g3 černý pěšec · h3 černý střelec vzhůru nohama · a2 p g · b2 p g · c2 p g · d2 p g · g2 černý pěšec · h2 černý jezdec · a1 s g · b1 n g · c1 e g · d1 k g · g1 černý pěšec · h1 černý jezdec vzhůru nohama | a8 s r · b8 p r · e8 k y · f8 e y · g8 n y · h8 s y · a7 n r · b7 p r · e7 p y · f7 p y · g7 p y · h7 p y · a6 e r · b6 p r · a5 k r · b5 p r · g4 černý pěšec · h4 černý král · g3 černý pěšec · h3 černý střelec vzhůru nohama · a2 p g · b2 p g · c2 p g · d2 p g · g2 černý pěšec · h2 černý jezdec · a1 s g · b1 n g · c1 e g · d1 k g · g1 černý pěšec · h1 černý jezdec vzhůru nohama | a8 s r · b8 p r · e8 k y · f8 e y · g8 n y · h8 s y · a7 n r · b7 p r · e7 p y · f7 p y · g7 p y · h7 p y · a6 e r · b6 p r · a5 k r · b5 p r · g4 černý pěšec · h4 černý král · g3 černý pěšec · h3 černý střelec vzhůru nohama · a2 p g · b2 p g · c2 p g · d2 p g · g2 černý pěšec · h2 černý jezdec · a1 s g · b1 n g · c1 e g · d1 k g · g1 černý pěšec · h1 černý jezdec vzhůru nohama | 5 |
| 4 | a8 s r · b8 p r · e8 k y · f8 e y · g8 n y · h8 s y · a7 n r · b7 p r · e7 p y · f7 p y · g7 p y · h7 p y · a6 e r · b6 p r · a5 k r · b5 p r · g4 černý pěšec · h4 černý král · g3 černý pěšec · h3 černý střelec vzhůru nohama · a2 p g · b2 p g · c2 p g · d2 p g · g2 černý pěšec · h2 černý jezdec · a1 s g · b1 n g · c1 e g · d1 k g · g1 černý pěšec · h1 černý jezdec vzhůru nohama | a8 s r · b8 p r · e8 k y · f8 e y · g8 n y · h8 s y · a7 n r · b7 p r · e7 p y · f7 p y · g7 p y · h7 p y · a6 e r · b6 p r · a5 k r · b5 p r · g4 černý pěšec · h4 černý král · g3 černý pěšec · h3 černý střelec vzhůru nohama · a2 p g · b2 p g · c2 p g · d2 p g · g2 černý pěšec · h2 černý jezdec · a1 s g · b1 n g · c1 e g · d1 k g · g1 černý pěšec · h1 černý jezdec vzhůru nohama | a8 s r · b8 p r · e8 k y · f8 e y · g8 n y · h8 s y · a7 n r · b7 p r · e7 p y · f7 p y · g7 p y · h7 p y · a6 e r · b6 p r · a5 k r · b5 p r · g4 černý pěšec · h4 černý král · g3 černý pěšec · h3 černý střelec vzhůru nohama · a2 p g · b2 p g · c2 p g · d2 p g · g2 černý pěšec · h2 černý jezdec · a1 s g · b1 n g · c1 e g · d1 k g · g1 černý pěšec · h1 černý jezdec vzhůru nohama | a8 s r · b8 p r · e8 k y · f8 e y · g8 n y · h8 s y · a7 n r · b7 p r · e7 p y · f7 p y · g7 p y · h7 p y · a6 e r · b6 p r · a5 k r · b5 p r · g4 černý pěšec · h4 černý král · g3 černý pěšec · h3 černý střelec vzhůru nohama · a2 p g · b2 p g · c2 p g · d2 p g · g2 černý pěšec · h2 černý jezdec · a1 s g · b1 n g · c1 e g · d1 k g · g1 černý pěšec · h1 černý jezdec vzhůru nohama | a8 s r · b8 p r · e8 k y · f8 e y · g8 n y · h8 s y · a7 n r · b7 p r · e7 p y · f7 p y · g7 p y · h7 p y · a6 e r · b6 p r · a5 k r · b5 p r · g4 černý pěšec · h4 černý král · g3 černý pěšec · h3 černý střelec vzhůru nohama · a2 p g · b2 p g · c2 p g · d2 p g · g2 černý pěšec · h2 černý jezdec · a1 s g · b1 n g · c1 e g · d1 k g · g1 černý pěšec · h1 černý jezdec vzhůru nohama | a8 s r · b8 p r · e8 k y · f8 e y · g8 n y · h8 s y · a7 n r · b7 p r · e7 p y · f7 p y · g7 p y · h7 p y · a6 e r · b6 p r · a5 k r · b5 p r · g4 černý pěšec · h4 černý král · g3 černý pěšec · h3 černý střelec vzhůru nohama · a2 p g · b2 p g · c2 p g · d2 p g · g2 černý pěšec · h2 černý jezdec · a1 s g · b1 n g · c1 e g · d1 k g · g1 černý pěšec · h1 černý jezdec vzhůru nohama | a8 s r · b8 p r · e8 k y · f8 e y · g8 n y · h8 s y · a7 n r · b7 p r · e7 p y · f7 p y · g7 p y · h7 p y · a6 e r · b6 p r · a5 k r · b5 p r · g4 černý pěšec · h4 černý král · g3 černý pěšec · h3 černý střelec vzhůru nohama · a2 p g · b2 p g · c2 p g · d2 p g · g2 černý pěšec · h2 černý jezdec · a1 s g · b1 n g · c1 e g · d1 k g · g1 černý pěšec · h1 černý jezdec vzhůru nohama | a8 s r · b8 p r · e8 k y · f8 e y · g8 n y · h8 s y · a7 n r · b7 p r · e7 p y · f7 p y · g7 p y · h7 p y · a6 e r · b6 p r · a5 k r · b5 p r · g4 černý pěšec · h4 černý král · g3 černý pěšec · h3 černý střelec vzhůru nohama · a2 p g · b2 p g · c2 p g · d2 p g · g2 černý pěšec · h2 černý jezdec · a1 s g · b1 n g · c1 e g · d1 k g · g1 černý pěšec · h1 černý jezdec vzhůru nohama | 4 |
| 3 | a8 s r · b8 p r · e8 k y · f8 e y · g8 n y · h8 s y · a7 n r · b7 p r · e7 p y · f7 p y · g7 p y · h7 p y · a6 e r · b6 p r · a5 k r · b5 p r · g4 černý pěšec · h4 černý král · g3 černý pěšec · h3 černý střelec vzhůru nohama · a2 p g · b2 p g · c2 p g · d2 p g · g2 černý pěšec · h2 černý jezdec · a1 s g · b1 n g · c1 e g · d1 k g · g1 černý pěšec · h1 černý jezdec vzhůru nohama | a8 s r · b8 p r · e8 k y · f8 e y · g8 n y · h8 s y · a7 n r · b7 p r · e7 p y · f7 p y · g7 p y · h7 p y · a6 e r · b6 p r · a5 k r · b5 p r · g4 černý pěšec · h4 černý král · g3 černý pěšec · h3 černý střelec vzhůru nohama · a2 p g · b2 p g · c2 p g · d2 p g · g2 černý pěšec · h2 černý jezdec · a1 s g · b1 n g · c1 e g · d1 k g · g1 černý pěšec · h1 černý jezdec vzhůru nohama | a8 s r · b8 p r · e8 k y · f8 e y · g8 n y · h8 s y · a7 n r · b7 p r · e7 p y · f7 p y · g7 p y · h7 p y · a6 e r · b6 p r · a5 k r · b5 p r · g4 černý pěšec · h4 černý král · g3 černý pěšec · h3 černý střelec vzhůru nohama · a2 p g · b2 p g · c2 p g · d2 p g · g2 černý pěšec · h2 černý jezdec · a1 s g · b1 n g · c1 e g · d1 k g · g1 černý pěšec · h1 černý jezdec vzhůru nohama | a8 s r · b8 p r · e8 k y · f8 e y · g8 n y · h8 s y · a7 n r · b7 p r · e7 p y · f7 p y · g7 p y · h7 p y · a6 e r · b6 p r · a5 k r · b5 p r · g4 černý pěšec · h4 černý král · g3 černý pěšec · h3 černý střelec vzhůru nohama · a2 p g · b2 p g · c2 p g · d2 p g · g2 černý pěšec · h2 černý jezdec · a1 s g · b1 n g · c1 e g · d1 k g · g1 černý pěšec · h1 černý jezdec vzhůru nohama | a8 s r · b8 p r · e8 k y · f8 e y · g8 n y · h8 s y · a7 n r · b7 p r · e7 p y · f7 p y · g7 p y · h7 p y · a6 e r · b6 p r · a5 k r · b5 p r · g4 černý pěšec · h4 černý král · g3 černý pěšec · h3 černý střelec vzhůru nohama · a2 p g · b2 p g · c2 p g · d2 p g · g2 černý pěšec · h2 černý jezdec · a1 s g · b1 n g · c1 e g · d1 k g · g1 černý pěšec · h1 černý jezdec vzhůru nohama | a8 s r · b8 p r · e8 k y · f8 e y · g8 n y · h8 s y · a7 n r · b7 p r · e7 p y · f7 p y · g7 p y · h7 p y · a6 e r · b6 p r · a5 k r · b5 p r · g4 černý pěšec · h4 černý král · g3 černý pěšec · h3 černý střelec vzhůru nohama · a2 p g · b2 p g · c2 p g · d2 p g · g2 černý pěšec · h2 černý jezdec · a1 s g · b1 n g · c1 e g · d1 k g · g1 černý pěšec · h1 černý jezdec vzhůru nohama | a8 s r · b8 p r · e8 k y · f8 e y · g8 n y · h8 s y · a7 n r · b7 p r · e7 p y · f7 p y · g7 p y · h7 p y · a6 e r · b6 p r · a5 k r · b5 p r · g4 černý pěšec · h4 černý král · g3 černý pěšec · h3 černý střelec vzhůru nohama · a2 p g · b2 p g · c2 p g · d2 p g · g2 černý pěšec · h2 černý jezdec · a1 s g · b1 n g · c1 e g · d1 k g · g1 černý pěšec · h1 černý jezdec vzhůru nohama | a8 s r · b8 p r · e8 k y · f8 e y · g8 n y · h8 s y · a7 n r · b7 p r · e7 p y · f7 p y · g7 p y · h7 p y · a6 e r · b6 p r · a5 k r · b5 p r · g4 černý pěšec · h4 černý král · g3 černý pěšec · h3 černý střelec vzhůru nohama · a2 p g · b2 p g · c2 p g · d2 p g · g2 černý pěšec · h2 černý jezdec · a1 s g · b1 n g · c1 e g · d1 k g · g1 černý pěšec · h1 černý jezdec vzhůru nohama | 3 |
| 2 | a8 s r · b8 p r · e8 k y · f8 e y · g8 n y · h8 s y · a7 n r · b7 p r · e7 p y · f7 p y · g7 p y · h7 p y · a6 e r · b6 p r · a5 k r · b5 p r · g4 černý pěšec · h4 černý král · g3 černý pěšec · h3 černý střelec vzhůru nohama · a2 p g · b2 p g · c2 p g · d2 p g · g2 černý pěšec · h2 černý jezdec · a1 s g · b1 n g · c1 e g · d1 k g · g1 černý pěšec · h1 černý jezdec vzhůru nohama | a8 s r · b8 p r · e8 k y · f8 e y · g8 n y · h8 s y · a7 n r · b7 p r · e7 p y · f7 p y · g7 p y · h7 p y · a6 e r · b6 p r · a5 k r · b5 p r · g4 černý pěšec · h4 černý král · g3 černý pěšec · h3 černý střelec vzhůru nohama · a2 p g · b2 p g · c2 p g · d2 p g · g2 černý pěšec · h2 černý jezdec · a1 s g · b1 n g · c1 e g · d1 k g · g1 černý pěšec · h1 černý jezdec vzhůru nohama | a8 s r · b8 p r · e8 k y · f8 e y · g8 n y · h8 s y · a7 n r · b7 p r · e7 p y · f7 p y · g7 p y · h7 p y · a6 e r · b6 p r · a5 k r · b5 p r · g4 černý pěšec · h4 černý král · g3 černý pěšec · h3 černý střelec vzhůru nohama · a2 p g · b2 p g · c2 p g · d2 p g · g2 černý pěšec · h2 černý jezdec · a1 s g · b1 n g · c1 e g · d1 k g · g1 černý pěšec · h1 černý jezdec vzhůru nohama | a8 s r · b8 p r · e8 k y · f8 e y · g8 n y · h8 s y · a7 n r · b7 p r · e7 p y · f7 p y · g7 p y · h7 p y · a6 e r · b6 p r · a5 k r · b5 p r · g4 černý pěšec · h4 černý král · g3 černý pěšec · h3 černý střelec vzhůru nohama · a2 p g · b2 p g · c2 p g · d2 p g · g2 černý pěšec · h2 černý jezdec · a1 s g · b1 n g · c1 e g · d1 k g · g1 černý pěšec · h1 černý jezdec vzhůru nohama | a8 s r · b8 p r · e8 k y · f8 e y · g8 n y · h8 s y · a7 n r · b7 p r · e7 p y · f7 p y · g7 p y · h7 p y · a6 e r · b6 p r · a5 k r · b5 p r · g4 černý pěšec · h4 černý král · g3 černý pěšec · h3 černý střelec vzhůru nohama · a2 p g · b2 p g · c2 p g · d2 p g · g2 černý pěšec · h2 černý jezdec · a1 s g · b1 n g · c1 e g · d1 k g · g1 černý pěšec · h1 černý jezdec vzhůru nohama | a8 s r · b8 p r · e8 k y · f8 e y · g8 n y · h8 s y · a7 n r · b7 p r · e7 p y · f7 p y · g7 p y · h7 p y · a6 e r · b6 p r · a5 k r · b5 p r · g4 černý pěšec · h4 černý král · g3 černý pěšec · h3 černý střelec vzhůru nohama · a2 p g · b2 p g · c2 p g · d2 p g · g2 černý pěšec · h2 černý jezdec · a1 s g · b1 n g · c1 e g · d1 k g · g1 černý pěšec · h1 černý jezdec vzhůru nohama | a8 s r · b8 p r · e8 k y · f8 e y · g8 n y · h8 s y · a7 n r · b7 p r · e7 p y · f7 p y · g7 p y · h7 p y · a6 e r · b6 p r · a5 k r · b5 p r · g4 černý pěšec · h4 černý král · g3 černý pěšec · h3 černý střelec vzhůru nohama · a2 p g · b2 p g · c2 p g · d2 p g · g2 černý pěšec · h2 černý jezdec · a1 s g · b1 n g · c1 e g · d1 k g · g1 černý pěšec · h1 černý jezdec vzhůru nohama | a8 s r · b8 p r · e8 k y · f8 e y · g8 n y · h8 s y · a7 n r · b7 p r · e7 p y · f7 p y · g7 p y · h7 p y · a6 e r · b6 p r · a5 k r · b5 p r · g4 černý pěšec · h4 černý král · g3 černý pěšec · h3 černý střelec vzhůru nohama · a2 p g · b2 p g · c2 p g · d2 p g · g2 černý pěšec · h2 černý jezdec · a1 s g · b1 n g · c1 e g · d1 k g · g1 černý pěšec · h1 černý jezdec vzhůru nohama | 2 |
| 1 | a8 s r · b8 p r · e8 k y · f8 e y · g8 n y · h8 s y · a7 n r · b7 p r · e7 p y · f7 p y · g7 p y · h7 p y · a6 e r · b6 p r · a5 k r · b5 p r · g4 černý pěšec · h4 černý král · g3 černý pěšec · h3 černý střelec vzhůru nohama · a2 p g · b2 p g · c2 p g · d2 p g · g2 černý pěšec · h2 černý jezdec · a1 s g · b1 n g · c1 e g · d1 k g · g1 černý pěšec · h1 černý jezdec vzhůru nohama | a8 s r · b8 p r · e8 k y · f8 e y · g8 n y · h8 s y · a7 n r · b7 p r · e7 p y · f7 p y · g7 p y · h7 p y · a6 e r · b6 p r · a5 k r · b5 p r · g4 černý pěšec · h4 černý král · g3 černý pěšec · h3 černý střelec vzhůru nohama · a2 p g · b2 p g · c2 p g · d2 p g · g2 černý pěšec · h2 černý jezdec · a1 s g · b1 n g · c1 e g · d1 k g · g1 černý pěšec · h1 černý jezdec vzhůru nohama | a8 s r · b8 p r · e8 k y · f8 e y · g8 n y · h8 s y · a7 n r · b7 p r · e7 p y · f7 p y · g7 p y · h7 p y · a6 e r · b6 p r · a5 k r · b5 p r · g4 černý pěšec · h4 černý král · g3 černý pěšec · h3 černý střelec vzhůru nohama · a2 p g · b2 p g · c2 p g · d2 p g · g2 černý pěšec · h2 černý jezdec · a1 s g · b1 n g · c1 e g · d1 k g · g1 černý pěšec · h1 černý jezdec vzhůru nohama | a8 s r · b8 p r · e8 k y · f8 e y · g8 n y · h8 s y · a7 n r · b7 p r · e7 p y · f7 p y · g7 p y · h7 p y · a6 e r · b6 p r · a5 k r · b5 p r · g4 černý pěšec · h4 černý král · g3 černý pěšec · h3 černý střelec vzhůru nohama · a2 p g · b2 p g · c2 p g · d2 p g · g2 černý pěšec · h2 černý jezdec · a1 s g · b1 n g · c1 e g · d1 k g · g1 černý pěšec · h1 černý jezdec vzhůru nohama | a8 s r · b8 p r · e8 k y · f8 e y · g8 n y · h8 s y · a7 n r · b7 p r · e7 p y · f7 p y · g7 p y · h7 p y · a6 e r · b6 p r · a5 k r · b5 p r · g4 černý pěšec · h4 černý král · g3 černý pěšec · h3 černý střelec vzhůru nohama · a2 p g · b2 p g · c2 p g · d2 p g · g2 černý pěšec · h2 černý jezdec · a1 s g · b1 n g · c1 e g · d1 k g · g1 černý pěšec · h1 černý jezdec vzhůru nohama | a8 s r · b8 p r · e8 k y · f8 e y · g8 n y · h8 s y · a7 n r · b7 p r · e7 p y · f7 p y · g7 p y · h7 p y · a6 e r · b6 p r · a5 k r · b5 p r · g4 černý pěšec · h4 černý král · g3 černý pěšec · h3 černý střelec vzhůru nohama · a2 p g · b2 p g · c2 p g · d2 p g · g2 černý pěšec · h2 černý jezdec · a1 s g · b1 n g · c1 e g · d1 k g · g1 černý pěšec · h1 černý jezdec vzhůru nohama | a8 s r · b8 p r · e8 k y · f8 e y · g8 n y · h8 s y · a7 n r · b7 p r · e7 p y · f7 p y · g7 p y · h7 p y · a6 e r · b6 p r · a5 k r · b5 p r · g4 černý pěšec · h4 černý král · g3 černý pěšec · h3 černý střelec vzhůru nohama · a2 p g · b2 p g · c2 p g · d2 p g · g2 černý pěšec · h2 černý jezdec · a1 s g · b1 n g · c1 e g · d1 k g · g1 černý pěšec · h1 černý jezdec vzhůru nohama | a8 s r · b8 p r · e8 k y · f8 e y · g8 n y · h8 s y · a7 n r · b7 p r · e7 p y · f7 p y · g7 p y · h7 p y · a6 e r · b6 p r · a5 k r · b5 p r · g4 černý pěšec · h4 černý král · g3 černý pěšec · h3 černý střelec vzhůru nohama · a2 p g · b2 p g · c2 p g · d2 p g · g2 černý pěšec · h2 černý jezdec · a1 s g · b1 n g · c1 e g · d1 k g · g1 černý pěšec · h1 černý jezdec vzhůru nohama | 1 |
|   | a | b | c | d | e | f | g | h |   |

|   | a | b | c | d | e | f | g | h |   |
| 8 | a8 černý věž · b8 černý jezdec · c8 B d · d8 černý král · e8 černý dáma vzhůru nohama · f8 B d · g8 černý jezdec · h8 černý věž · a7 černý pěšec · b7 černý pěšec · c7 černý pěšec · d7 černý pěšec · e7 černý pěšec · f7 černý pěšec · g7 černý pěšec · h7 černý pěšec · a2 bílý pěšec · b2 bílý pěšec · c2 bílý pěšec · d2 bílý pěšec · e2 bílý pěšec · f2 bílý pěšec · g2 bílý pěšec · h2 bílý pěšec · a1 bílý věž · b1 bílý jezdec · c1 B l · d1 bílý dáma vzhůru nohama · e1 bílý král · f1 B l · g1 bílý jezdec · h1 bílý věž | a8 černý věž · b8 černý jezdec · c8 B d · d8 černý král · e8 černý dáma vzhůru nohama · f8 B d · g8 černý jezdec · h8 černý věž · a7 černý pěšec · b7 černý pěšec · c7 černý pěšec · d7 černý pěšec · e7 černý pěšec · f7 černý pěšec · g7 černý pěšec · h7 černý pěšec · a2 bílý pěšec · b2 bílý pěšec · c2 bílý pěšec · d2 bílý pěšec · e2 bílý pěšec · f2 bílý pěšec · g2 bílý pěšec · h2 bílý pěšec · a1 bílý věž · b1 bílý jezdec · c1 B l · d1 bílý dáma vzhůru nohama · e1 bílý král · f1 B l · g1 bílý jezdec · h1 bílý věž | a8 černý věž · b8 černý jezdec · c8 B d · d8 černý král · e8 černý dáma vzhůru nohama · f8 B d · g8 černý jezdec · h8 černý věž · a7 černý pěšec · b7 černý pěšec · c7 černý pěšec · d7 černý pěšec · e7 černý pěšec · f7 černý pěšec · g7 černý pěšec · h7 černý pěšec · a2 bílý pěšec · b2 bílý pěšec · c2 bílý pěšec · d2 bílý pěšec · e2 bílý pěšec · f2 bílý pěšec · g2 bílý pěšec · h2 bílý pěšec · a1 bílý věž · b1 bílý jezdec · c1 B l · d1 bílý dáma vzhůru nohama · e1 bílý král · f1 B l · g1 bílý jezdec · h1 bílý věž | a8 černý věž · b8 černý jezdec · c8 B d · d8 černý král · e8 černý dáma vzhůru nohama · f8 B d · g8 černý jezdec · h8 černý věž · a7 černý pěšec · b7 černý pěšec · c7 černý pěšec · d7 černý pěšec · e7 černý pěšec · f7 černý pěšec · g7 černý pěšec · h7 černý pěšec · a2 bílý pěšec · b2 bílý pěšec · c2 bílý pěšec · d2 bílý pěšec · e2 bílý pěšec · f2 bílý pěšec · g2 bílý pěšec · h2 bílý pěšec · a1 bílý věž · b1 bílý jezdec · c1 B l · d1 bílý dáma vzhůru nohama · e1 bílý král · f1 B l · g1 bílý jezdec · h1 bílý věž | a8 černý věž · b8 černý jezdec · c8 B d · d8 černý král · e8 černý dáma vzhůru nohama · f8 B d · g8 černý jezdec · h8 černý věž · a7 černý pěšec · b7 černý pěšec · c7 černý pěšec · d7 černý pěšec · e7 černý pěšec · f7 černý pěšec · g7 černý pěšec · h7 černý pěšec · a2 bílý pěšec · b2 bílý pěšec · c2 bílý pěšec · d2 bílý pěšec · e2 bílý pěšec · f2 bílý pěšec · g2 bílý pěšec · h2 bílý pěšec · a1 bílý věž · b1 bílý jezdec · c1 B l · d1 bílý dáma vzhůru nohama · e1 bílý král · f1 B l · g1 bílý jezdec · h1 bílý věž | a8 černý věž · b8 černý jezdec · c8 B d · d8 černý král · e8 černý dáma vzhůru nohama · f8 B d · g8 černý jezdec · h8 černý věž · a7 černý pěšec · b7 černý pěšec · c7 černý pěšec · d7 černý pěšec · e7 černý pěšec · f7 černý pěšec · g7 černý pěšec · h7 černý pěšec · a2 bílý pěšec · b2 bílý pěšec · c2 bílý pěšec · d2 bílý pěšec · e2 bílý pěšec · f2 bílý pěšec · g2 bílý pěšec · h2 bílý pěšec · a1 bílý věž · b1 bílý jezdec · c1 B l · d1 bílý dáma vzhůru nohama · e1 bílý král · f1 B l · g1 bílý jezdec · h1 bílý věž | a8 černý věž · b8 černý jezdec · c8 B d · d8 černý král · e8 černý dáma vzhůru nohama · f8 B d · g8 černý jezdec · h8 černý věž · a7 černý pěšec · b7 černý pěšec · c7 černý pěšec · d7 černý pěšec · e7 černý pěšec · f7 černý pěšec · g7 černý pěšec · h7 černý pěšec · a2 bílý pěšec · b2 bílý pěšec · c2 bílý pěšec · d2 bílý pěšec · e2 bílý pěšec · f2 bílý pěšec · g2 bílý pěšec · h2 bílý pěšec · a1 bílý věž · b1 bílý jezdec · c1 B l · d1 bílý dáma vzhůru nohama · e1 bílý král · f1 B l · g1 bílý jezdec · h1 bílý věž | a8 černý věž · b8 černý jezdec · c8 B d · d8 černý král · e8 černý dáma vzhůru nohama · f8 B d · g8 černý jezdec · h8 černý věž · a7 černý pěšec · b7 černý pěšec · c7 černý pěšec · d7 černý pěšec · e7 černý pěšec · f7 černý pěšec · g7 černý pěšec · h7 černý pěšec · a2 bílý pěšec · b2 bílý pěšec · c2 bílý pěšec · d2 bílý pěšec · e2 bílý pěšec · f2 bílý pěšec · g2 bílý pěšec · h2 bílý pěšec · a1 bílý věž · b1 bílý jezdec · c1 B l · d1 bílý dáma vzhůru nohama · e1 bílý král · f1 B l · g1 bílý jezdec · h1 bílý věž | 8 |
| 7 | a8 černý věž · b8 černý jezdec · c8 B d · d8 černý král · e8 černý dáma vzhůru nohama · f8 B d · g8 černý jezdec · h8 černý věž · a7 černý pěšec · b7 černý pěšec · c7 černý pěšec · d7 černý pěšec · e7 černý pěšec · f7 černý pěšec · g7 černý pěšec · h7 černý pěšec · a2 bílý pěšec · b2 bílý pěšec · c2 bílý pěšec · d2 bílý pěšec · e2 bílý pěšec · f2 bílý pěšec · g2 bílý pěšec · h2 bílý pěšec · a1 bílý věž · b1 bílý jezdec · c1 B l · d1 bílý dáma vzhůru nohama · e1 bílý král · f1 B l · g1 bílý jezdec · h1 bílý věž | a8 černý věž · b8 černý jezdec · c8 B d · d8 černý král · e8 černý dáma vzhůru nohama · f8 B d · g8 černý jezdec · h8 černý věž · a7 černý pěšec · b7 černý pěšec · c7 černý pěšec · d7 černý pěšec · e7 černý pěšec · f7 černý pěšec · g7 černý pěšec · h7 černý pěšec · a2 bílý pěšec · b2 bílý pěšec · c2 bílý pěšec · d2 bílý pěšec · e2 bílý pěšec · f2 bílý pěšec · g2 bílý pěšec · h2 bílý pěšec · a1 bílý věž · b1 bílý jezdec · c1 B l · d1 bílý dáma vzhůru nohama · e1 bílý král · f1 B l · g1 bílý jezdec · h1 bílý věž | a8 černý věž · b8 černý jezdec · c8 B d · d8 černý král · e8 černý dáma vzhůru nohama · f8 B d · g8 černý jezdec · h8 černý věž · a7 černý pěšec · b7 černý pěšec · c7 černý pěšec · d7 černý pěšec · e7 černý pěšec · f7 černý pěšec · g7 černý pěšec · h7 černý pěšec · a2 bílý pěšec · b2 bílý pěšec · c2 bílý pěšec · d2 bílý pěšec · e2 bílý pěšec · f2 bílý pěšec · g2 bílý pěšec · h2 bílý pěšec · a1 bílý věž · b1 bílý jezdec · c1 B l · d1 bílý dáma vzhůru nohama · e1 bílý král · f1 B l · g1 bílý jezdec · h1 bílý věž | a8 černý věž · b8 černý jezdec · c8 B d · d8 černý král · e8 černý dáma vzhůru nohama · f8 B d · g8 černý jezdec · h8 černý věž · a7 černý pěšec · b7 černý pěšec · c7 černý pěšec · d7 černý pěšec · e7 černý pěšec · f7 černý pěšec · g7 černý pěšec · h7 černý pěšec · a2 bílý pěšec · b2 bílý pěšec · c2 bílý pěšec · d2 bílý pěšec · e2 bílý pěšec · f2 bílý pěšec · g2 bílý pěšec · h2 bílý pěšec · a1 bílý věž · b1 bílý jezdec · c1 B l · d1 bílý dáma vzhůru nohama · e1 bílý král · f1 B l · g1 bílý jezdec · h1 bílý věž | a8 černý věž · b8 černý jezdec · c8 B d · d8 černý král · e8 černý dáma vzhůru nohama · f8 B d · g8 černý jezdec · h8 černý věž · a7 černý pěšec · b7 černý pěšec · c7 černý pěšec · d7 černý pěšec · e7 černý pěšec · f7 černý pěšec · g7 černý pěšec · h7 černý pěšec · a2 bílý pěšec · b2 bílý pěšec · c2 bílý pěšec · d2 bílý pěšec · e2 bílý pěšec · f2 bílý pěšec · g2 bílý pěšec · h2 bílý pěšec · a1 bílý věž · b1 bílý jezdec · c1 B l · d1 bílý dáma vzhůru nohama · e1 bílý král · f1 B l · g1 bílý jezdec · h1 bílý věž | a8 černý věž · b8 černý jezdec · c8 B d · d8 černý král · e8 černý dáma vzhůru nohama · f8 B d · g8 černý jezdec · h8 černý věž · a7 černý pěšec · b7 černý pěšec · c7 černý pěšec · d7 černý pěšec · e7 černý pěšec · f7 černý pěšec · g7 černý pěšec · h7 černý pěšec · a2 bílý pěšec · b2 bílý pěšec · c2 bílý pěšec · d2 bílý pěšec · e2 bílý pěšec · f2 bílý pěšec · g2 bílý pěšec · h2 bílý pěšec · a1 bílý věž · b1 bílý jezdec · c1 B l · d1 bílý dáma vzhůru nohama · e1 bílý král · f1 B l · g1 bílý jezdec · h1 bílý věž | a8 černý věž · b8 černý jezdec · c8 B d · d8 černý král · e8 černý dáma vzhůru nohama · f8 B d · g8 černý jezdec · h8 černý věž · a7 černý pěšec · b7 černý pěšec · c7 černý pěšec · d7 černý pěšec · e7 černý pěšec · f7 černý pěšec · g7 černý pěšec · h7 černý pěšec · a2 bílý pěšec · b2 bílý pěšec · c2 bílý pěšec · d2 bílý pěšec · e2 bílý pěšec · f2 bílý pěšec · g2 bílý pěšec · h2 bílý pěšec · a1 bílý věž · b1 bílý jezdec · c1 B l · d1 bílý dáma vzhůru nohama · e1 bílý král · f1 B l · g1 bílý jezdec · h1 bílý věž | a8 černý věž · b8 černý jezdec · c8 B d · d8 černý král · e8 černý dáma vzhůru nohama · f8 B d · g8 černý jezdec · h8 černý věž · a7 černý pěšec · b7 černý pěšec · c7 černý pěšec · d7 černý pěšec · e7 černý pěšec · f7 černý pěšec · g7 černý pěšec · h7 černý pěšec · a2 bílý pěšec · b2 bílý pěšec · c2 bílý pěšec · d2 bílý pěšec · e2 bílý pěšec · f2 bílý pěšec · g2 bílý pěšec · h2 bílý pěšec · a1 bílý věž · b1 bílý jezdec · c1 B l · d1 bílý dáma vzhůru nohama · e1 bílý král · f1 B l · g1 bílý jezdec · h1 bílý věž | 7 |
| 6 | a8 černý věž · b8 černý jezdec · c8 B d · d8 černý král · e8 černý dáma vzhůru nohama · f8 B d · g8 černý jezdec · h8 černý věž · a7 černý pěšec · b7 černý pěšec · c7 černý pěšec · d7 černý pěšec · e7 černý pěšec · f7 černý pěšec · g7 černý pěšec · h7 černý pěšec · a2 bílý pěšec · b2 bílý pěšec · c2 bílý pěšec · d2 bílý pěšec · e2 bílý pěšec · f2 bílý pěšec · g2 bílý pěšec · h2 bílý pěšec · a1 bílý věž · b1 bílý jezdec · c1 B l · d1 bílý dáma vzhůru nohama · e1 bílý král · f1 B l · g1 bílý jezdec · h1 bílý věž | a8 černý věž · b8 černý jezdec · c8 B d · d8 černý král · e8 černý dáma vzhůru nohama · f8 B d · g8 černý jezdec · h8 černý věž · a7 černý pěšec · b7 černý pěšec · c7 černý pěšec · d7 černý pěšec · e7 černý pěšec · f7 černý pěšec · g7 černý pěšec · h7 černý pěšec · a2 bílý pěšec · b2 bílý pěšec · c2 bílý pěšec · d2 bílý pěšec · e2 bílý pěšec · f2 bílý pěšec · g2 bílý pěšec · h2 bílý pěšec · a1 bílý věž · b1 bílý jezdec · c1 B l · d1 bílý dáma vzhůru nohama · e1 bílý král · f1 B l · g1 bílý jezdec · h1 bílý věž | a8 černý věž · b8 černý jezdec · c8 B d · d8 černý král · e8 černý dáma vzhůru nohama · f8 B d · g8 černý jezdec · h8 černý věž · a7 černý pěšec · b7 černý pěšec · c7 černý pěšec · d7 černý pěšec · e7 černý pěšec · f7 černý pěšec · g7 černý pěšec · h7 černý pěšec · a2 bílý pěšec · b2 bílý pěšec · c2 bílý pěšec · d2 bílý pěšec · e2 bílý pěšec · f2 bílý pěšec · g2 bílý pěšec · h2 bílý pěšec · a1 bílý věž · b1 bílý jezdec · c1 B l · d1 bílý dáma vzhůru nohama · e1 bílý král · f1 B l · g1 bílý jezdec · h1 bílý věž | a8 černý věž · b8 černý jezdec · c8 B d · d8 černý král · e8 černý dáma vzhůru nohama · f8 B d · g8 černý jezdec · h8 černý věž · a7 černý pěšec · b7 černý pěšec · c7 černý pěšec · d7 černý pěšec · e7 černý pěšec · f7 černý pěšec · g7 černý pěšec · h7 černý pěšec · a2 bílý pěšec · b2 bílý pěšec · c2 bílý pěšec · d2 bílý pěšec · e2 bílý pěšec · f2 bílý pěšec · g2 bílý pěšec · h2 bílý pěšec · a1 bílý věž · b1 bílý jezdec · c1 B l · d1 bílý dáma vzhůru nohama · e1 bílý král · f1 B l · g1 bílý jezdec · h1 bílý věž | a8 černý věž · b8 černý jezdec · c8 B d · d8 černý král · e8 černý dáma vzhůru nohama · f8 B d · g8 černý jezdec · h8 černý věž · a7 černý pěšec · b7 černý pěšec · c7 černý pěšec · d7 černý pěšec · e7 černý pěšec · f7 černý pěšec · g7 černý pěšec · h7 černý pěšec · a2 bílý pěšec · b2 bílý pěšec · c2 bílý pěšec · d2 bílý pěšec · e2 bílý pěšec · f2 bílý pěšec · g2 bílý pěšec · h2 bílý pěšec · a1 bílý věž · b1 bílý jezdec · c1 B l · d1 bílý dáma vzhůru nohama · e1 bílý král · f1 B l · g1 bílý jezdec · h1 bílý věž | a8 černý věž · b8 černý jezdec · c8 B d · d8 černý král · e8 černý dáma vzhůru nohama · f8 B d · g8 černý jezdec · h8 černý věž · a7 černý pěšec · b7 černý pěšec · c7 černý pěšec · d7 černý pěšec · e7 černý pěšec · f7 černý pěšec · g7 černý pěšec · h7 černý pěšec · a2 bílý pěšec · b2 bílý pěšec · c2 bílý pěšec · d2 bílý pěšec · e2 bílý pěšec · f2 bílý pěšec · g2 bílý pěšec · h2 bílý pěšec · a1 bílý věž · b1 bílý jezdec · c1 B l · d1 bílý dáma vzhůru nohama · e1 bílý král · f1 B l · g1 bílý jezdec · h1 bílý věž | a8 černý věž · b8 černý jezdec · c8 B d · d8 černý král · e8 černý dáma vzhůru nohama · f8 B d · g8 černý jezdec · h8 černý věž · a7 černý pěšec · b7 černý pěšec · c7 černý pěšec · d7 černý pěšec · e7 černý pěšec · f7 černý pěšec · g7 černý pěšec · h7 černý pěšec · a2 bílý pěšec · b2 bílý pěšec · c2 bílý pěšec · d2 bílý pěšec · e2 bílý pěšec · f2 bílý pěšec · g2 bílý pěšec · h2 bílý pěšec · a1 bílý věž · b1 bílý jezdec · c1 B l · d1 bílý dáma vzhůru nohama · e1 bílý král · f1 B l · g1 bílý jezdec · h1 bílý věž | a8 černý věž · b8 černý jezdec · c8 B d · d8 černý král · e8 černý dáma vzhůru nohama · f8 B d · g8 černý jezdec · h8 černý věž · a7 černý pěšec · b7 černý pěšec · c7 černý pěšec · d7 černý pěšec · e7 černý pěšec · f7 černý pěšec · g7 černý pěšec · h7 černý pěšec · a2 bílý pěšec · b2 bílý pěšec · c2 bílý pěšec · d2 bílý pěšec · e2 bílý pěšec · f2 bílý pěšec · g2 bílý pěšec · h2 bílý pěšec · a1 bílý věž · b1 bílý jezdec · c1 B l · d1 bílý dáma vzhůru nohama · e1 bílý král · f1 B l · g1 bílý jezdec · h1 bílý věž | 6 |
| 5 | a8 černý věž · b8 černý jezdec · c8 B d · d8 černý král · e8 černý dáma vzhůru nohama · f8 B d · g8 černý jezdec · h8 černý věž · a7 černý pěšec · b7 černý pěšec · c7 černý pěšec · d7 černý pěšec · e7 černý pěšec · f7 černý pěšec · g7 černý pěšec · h7 černý pěšec · a2 bílý pěšec · b2 bílý pěšec · c2 bílý pěšec · d2 bílý pěšec · e2 bílý pěšec · f2 bílý pěšec · g2 bílý pěšec · h2 bílý pěšec · a1 bílý věž · b1 bílý jezdec · c1 B l · d1 bílý dáma vzhůru nohama · e1 bílý král · f1 B l · g1 bílý jezdec · h1 bílý věž | a8 černý věž · b8 černý jezdec · c8 B d · d8 černý král · e8 černý dáma vzhůru nohama · f8 B d · g8 černý jezdec · h8 černý věž · a7 černý pěšec · b7 černý pěšec · c7 černý pěšec · d7 černý pěšec · e7 černý pěšec · f7 černý pěšec · g7 černý pěšec · h7 černý pěšec · a2 bílý pěšec · b2 bílý pěšec · c2 bílý pěšec · d2 bílý pěšec · e2 bílý pěšec · f2 bílý pěšec · g2 bílý pěšec · h2 bílý pěšec · a1 bílý věž · b1 bílý jezdec · c1 B l · d1 bílý dáma vzhůru nohama · e1 bílý král · f1 B l · g1 bílý jezdec · h1 bílý věž | a8 černý věž · b8 černý jezdec · c8 B d · d8 černý král · e8 černý dáma vzhůru nohama · f8 B d · g8 černý jezdec · h8 černý věž · a7 černý pěšec · b7 černý pěšec · c7 černý pěšec · d7 černý pěšec · e7 černý pěšec · f7 černý pěšec · g7 černý pěšec · h7 černý pěšec · a2 bílý pěšec · b2 bílý pěšec · c2 bílý pěšec · d2 bílý pěšec · e2 bílý pěšec · f2 bílý pěšec · g2 bílý pěšec · h2 bílý pěšec · a1 bílý věž · b1 bílý jezdec · c1 B l · d1 bílý dáma vzhůru nohama · e1 bílý král · f1 B l · g1 bílý jezdec · h1 bílý věž | a8 černý věž · b8 černý jezdec · c8 B d · d8 černý král · e8 černý dáma vzhůru nohama · f8 B d · g8 černý jezdec · h8 černý věž · a7 černý pěšec · b7 černý pěšec · c7 černý pěšec · d7 černý pěšec · e7 černý pěšec · f7 černý pěšec · g7 černý pěšec · h7 černý pěšec · a2 bílý pěšec · b2 bílý pěšec · c2 bílý pěšec · d2 bílý pěšec · e2 bílý pěšec · f2 bílý pěšec · g2 bílý pěšec · h2 bílý pěšec · a1 bílý věž · b1 bílý jezdec · c1 B l · d1 bílý dáma vzhůru nohama · e1 bílý král · f1 B l · g1 bílý jezdec · h1 bílý věž | a8 černý věž · b8 černý jezdec · c8 B d · d8 černý král · e8 černý dáma vzhůru nohama · f8 B d · g8 černý jezdec · h8 černý věž · a7 černý pěšec · b7 černý pěšec · c7 černý pěšec · d7 černý pěšec · e7 černý pěšec · f7 černý pěšec · g7 černý pěšec · h7 černý pěšec · a2 bílý pěšec · b2 bílý pěšec · c2 bílý pěšec · d2 bílý pěšec · e2 bílý pěšec · f2 bílý pěšec · g2 bílý pěšec · h2 bílý pěšec · a1 bílý věž · b1 bílý jezdec · c1 B l · d1 bílý dáma vzhůru nohama · e1 bílý král · f1 B l · g1 bílý jezdec · h1 bílý věž | a8 černý věž · b8 černý jezdec · c8 B d · d8 černý král · e8 černý dáma vzhůru nohama · f8 B d · g8 černý jezdec · h8 černý věž · a7 černý pěšec · b7 černý pěšec · c7 černý pěšec · d7 černý pěšec · e7 černý pěšec · f7 černý pěšec · g7 černý pěšec · h7 černý pěšec · a2 bílý pěšec · b2 bílý pěšec · c2 bílý pěšec · d2 bílý pěšec · e2 bílý pěšec · f2 bílý pěšec · g2 bílý pěšec · h2 bílý pěšec · a1 bílý věž · b1 bílý jezdec · c1 B l · d1 bílý dáma vzhůru nohama · e1 bílý král · f1 B l · g1 bílý jezdec · h1 bílý věž | a8 černý věž · b8 černý jezdec · c8 B d · d8 černý král · e8 černý dáma vzhůru nohama · f8 B d · g8 černý jezdec · h8 černý věž · a7 černý pěšec · b7 černý pěšec · c7 černý pěšec · d7 černý pěšec · e7 černý pěšec · f7 černý pěšec · g7 černý pěšec · h7 černý pěšec · a2 bílý pěšec · b2 bílý pěšec · c2 bílý pěšec · d2 bílý pěšec · e2 bílý pěšec · f2 bílý pěšec · g2 bílý pěšec · h2 bílý pěšec · a1 bílý věž · b1 bílý jezdec · c1 B l · d1 bílý dáma vzhůru nohama · e1 bílý král · f1 B l · g1 bílý jezdec · h1 bílý věž | a8 černý věž · b8 černý jezdec · c8 B d · d8 černý král · e8 černý dáma vzhůru nohama · f8 B d · g8 černý jezdec · h8 černý věž · a7 černý pěšec · b7 černý pěšec · c7 černý pěšec · d7 černý pěšec · e7 černý pěšec · f7 černý pěšec · g7 černý pěšec · h7 černý pěšec · a2 bílý pěšec · b2 bílý pěšec · c2 bílý pěšec · d2 bílý pěšec · e2 bílý pěšec · f2 bílý pěšec · g2 bílý pěšec · h2 bílý pěšec · a1 bílý věž · b1 bílý jezdec · c1 B l · d1 bílý dáma vzhůru nohama · e1 bílý král · f1 B l · g1 bílý jezdec · h1 bílý věž | 5 |
| 4 | a8 černý věž · b8 černý jezdec · c8 B d · d8 černý král · e8 černý dáma vzhůru nohama · f8 B d · g8 černý jezdec · h8 černý věž · a7 černý pěšec · b7 černý pěšec · c7 černý pěšec · d7 černý pěšec · e7 černý pěšec · f7 černý pěšec · g7 černý pěšec · h7 černý pěšec · a2 bílý pěšec · b2 bílý pěšec · c2 bílý pěšec · d2 bílý pěšec · e2 bílý pěšec · f2 bílý pěšec · g2 bílý pěšec · h2 bílý pěšec · a1 bílý věž · b1 bílý jezdec · c1 B l · d1 bílý dáma vzhůru nohama · e1 bílý král · f1 B l · g1 bílý jezdec · h1 bílý věž | a8 černý věž · b8 černý jezdec · c8 B d · d8 černý král · e8 černý dáma vzhůru nohama · f8 B d · g8 černý jezdec · h8 černý věž · a7 černý pěšec · b7 černý pěšec · c7 černý pěšec · d7 černý pěšec · e7 černý pěšec · f7 černý pěšec · g7 černý pěšec · h7 černý pěšec · a2 bílý pěšec · b2 bílý pěšec · c2 bílý pěšec · d2 bílý pěšec · e2 bílý pěšec · f2 bílý pěšec · g2 bílý pěšec · h2 bílý pěšec · a1 bílý věž · b1 bílý jezdec · c1 B l · d1 bílý dáma vzhůru nohama · e1 bílý král · f1 B l · g1 bílý jezdec · h1 bílý věž | a8 černý věž · b8 černý jezdec · c8 B d · d8 černý král · e8 černý dáma vzhůru nohama · f8 B d · g8 černý jezdec · h8 černý věž · a7 černý pěšec · b7 černý pěšec · c7 černý pěšec · d7 černý pěšec · e7 černý pěšec · f7 černý pěšec · g7 černý pěšec · h7 černý pěšec · a2 bílý pěšec · b2 bílý pěšec · c2 bílý pěšec · d2 bílý pěšec · e2 bílý pěšec · f2 bílý pěšec · g2 bílý pěšec · h2 bílý pěšec · a1 bílý věž · b1 bílý jezdec · c1 B l · d1 bílý dáma vzhůru nohama · e1 bílý král · f1 B l · g1 bílý jezdec · h1 bílý věž | a8 černý věž · b8 černý jezdec · c8 B d · d8 černý král · e8 černý dáma vzhůru nohama · f8 B d · g8 černý jezdec · h8 černý věž · a7 černý pěšec · b7 černý pěšec · c7 černý pěšec · d7 černý pěšec · e7 černý pěšec · f7 černý pěšec · g7 černý pěšec · h7 černý pěšec · a2 bílý pěšec · b2 bílý pěšec · c2 bílý pěšec · d2 bílý pěšec · e2 bílý pěšec · f2 bílý pěšec · g2 bílý pěšec · h2 bílý pěšec · a1 bílý věž · b1 bílý jezdec · c1 B l · d1 bílý dáma vzhůru nohama · e1 bílý král · f1 B l · g1 bílý jezdec · h1 bílý věž | a8 černý věž · b8 černý jezdec · c8 B d · d8 černý král · e8 černý dáma vzhůru nohama · f8 B d · g8 černý jezdec · h8 černý věž · a7 černý pěšec · b7 černý pěšec · c7 černý pěšec · d7 černý pěšec · e7 černý pěšec · f7 černý pěšec · g7 černý pěšec · h7 černý pěšec · a2 bílý pěšec · b2 bílý pěšec · c2 bílý pěšec · d2 bílý pěšec · e2 bílý pěšec · f2 bílý pěšec · g2 bílý pěšec · h2 bílý pěšec · a1 bílý věž · b1 bílý jezdec · c1 B l · d1 bílý dáma vzhůru nohama · e1 bílý král · f1 B l · g1 bílý jezdec · h1 bílý věž | a8 černý věž · b8 černý jezdec · c8 B d · d8 černý král · e8 černý dáma vzhůru nohama · f8 B d · g8 černý jezdec · h8 černý věž · a7 černý pěšec · b7 černý pěšec · c7 černý pěšec · d7 černý pěšec · e7 černý pěšec · f7 černý pěšec · g7 černý pěšec · h7 černý pěšec · a2 bílý pěšec · b2 bílý pěšec · c2 bílý pěšec · d2 bílý pěšec · e2 bílý pěšec · f2 bílý pěšec · g2 bílý pěšec · h2 bílý pěšec · a1 bílý věž · b1 bílý jezdec · c1 B l · d1 bílý dáma vzhůru nohama · e1 bílý král · f1 B l · g1 bílý jezdec · h1 bílý věž | a8 černý věž · b8 černý jezdec · c8 B d · d8 černý král · e8 černý dáma vzhůru nohama · f8 B d · g8 černý jezdec · h8 černý věž · a7 černý pěšec · b7 černý pěšec · c7 černý pěšec · d7 černý pěšec · e7 černý pěšec · f7 černý pěšec · g7 černý pěšec · h7 černý pěšec · a2 bílý pěšec · b2 bílý pěšec · c2 bílý pěšec · d2 bílý pěšec · e2 bílý pěšec · f2 bílý pěšec · g2 bílý pěšec · h2 bílý pěšec · a1 bílý věž · b1 bílý jezdec · c1 B l · d1 bílý dáma vzhůru nohama · e1 bílý král · f1 B l · g1 bílý jezdec · h1 bílý věž | a8 černý věž · b8 černý jezdec · c8 B d · d8 černý král · e8 černý dáma vzhůru nohama · f8 B d · g8 černý jezdec · h8 černý věž · a7 černý pěšec · b7 černý pěšec · c7 černý pěšec · d7 černý pěšec · e7 černý pěšec · f7 černý pěšec · g7 černý pěšec · h7 černý pěšec · a2 bílý pěšec · b2 bílý pěšec · c2 bílý pěšec · d2 bílý pěšec · e2 bílý pěšec · f2 bílý pěšec · g2 bílý pěšec · h2 bílý pěšec · a1 bílý věž · b1 bílý jezdec · c1 B l · d1 bílý dáma vzhůru nohama · e1 bílý král · f1 B l · g1 bílý jezdec · h1 bílý věž | 4 |
| 3 | a8 černý věž · b8 černý jezdec · c8 B d · d8 černý král · e8 černý dáma vzhůru nohama · f8 B d · g8 černý jezdec · h8 černý věž · a7 černý pěšec · b7 černý pěšec · c7 černý pěšec · d7 černý pěšec · e7 černý pěšec · f7 černý pěšec · g7 černý pěšec · h7 černý pěšec · a2 bílý pěšec · b2 bílý pěšec · c2 bílý pěšec · d2 bílý pěšec · e2 bílý pěšec · f2 bílý pěšec · g2 bílý pěšec · h2 bílý pěšec · a1 bílý věž · b1 bílý jezdec · c1 B l · d1 bílý dáma vzhůru nohama · e1 bílý král · f1 B l · g1 bílý jezdec · h1 bílý věž | a8 černý věž · b8 černý jezdec · c8 B d · d8 černý král · e8 černý dáma vzhůru nohama · f8 B d · g8 černý jezdec · h8 černý věž · a7 černý pěšec · b7 černý pěšec · c7 černý pěšec · d7 černý pěšec · e7 černý pěšec · f7 černý pěšec · g7 černý pěšec · h7 černý pěšec · a2 bílý pěšec · b2 bílý pěšec · c2 bílý pěšec · d2 bílý pěšec · e2 bílý pěšec · f2 bílý pěšec · g2 bílý pěšec · h2 bílý pěšec · a1 bílý věž · b1 bílý jezdec · c1 B l · d1 bílý dáma vzhůru nohama · e1 bílý král · f1 B l · g1 bílý jezdec · h1 bílý věž | a8 černý věž · b8 černý jezdec · c8 B d · d8 černý král · e8 černý dáma vzhůru nohama · f8 B d · g8 černý jezdec · h8 černý věž · a7 černý pěšec · b7 černý pěšec · c7 černý pěšec · d7 černý pěšec · e7 černý pěšec · f7 černý pěšec · g7 černý pěšec · h7 černý pěšec · a2 bílý pěšec · b2 bílý pěšec · c2 bílý pěšec · d2 bílý pěšec · e2 bílý pěšec · f2 bílý pěšec · g2 bílý pěšec · h2 bílý pěšec · a1 bílý věž · b1 bílý jezdec · c1 B l · d1 bílý dáma vzhůru nohama · e1 bílý král · f1 B l · g1 bílý jezdec · h1 bílý věž | a8 černý věž · b8 černý jezdec · c8 B d · d8 černý král · e8 černý dáma vzhůru nohama · f8 B d · g8 černý jezdec · h8 černý věž · a7 černý pěšec · b7 černý pěšec · c7 černý pěšec · d7 černý pěšec · e7 černý pěšec · f7 černý pěšec · g7 černý pěšec · h7 černý pěšec · a2 bílý pěšec · b2 bílý pěšec · c2 bílý pěšec · d2 bílý pěšec · e2 bílý pěšec · f2 bílý pěšec · g2 bílý pěšec · h2 bílý pěšec · a1 bílý věž · b1 bílý jezdec · c1 B l · d1 bílý dáma vzhůru nohama · e1 bílý král · f1 B l · g1 bílý jezdec · h1 bílý věž | a8 černý věž · b8 černý jezdec · c8 B d · d8 černý král · e8 černý dáma vzhůru nohama · f8 B d · g8 černý jezdec · h8 černý věž · a7 černý pěšec · b7 černý pěšec · c7 černý pěšec · d7 černý pěšec · e7 černý pěšec · f7 černý pěšec · g7 černý pěšec · h7 černý pěšec · a2 bílý pěšec · b2 bílý pěšec · c2 bílý pěšec · d2 bílý pěšec · e2 bílý pěšec · f2 bílý pěšec · g2 bílý pěšec · h2 bílý pěšec · a1 bílý věž · b1 bílý jezdec · c1 B l · d1 bílý dáma vzhůru nohama · e1 bílý král · f1 B l · g1 bílý jezdec · h1 bílý věž | a8 černý věž · b8 černý jezdec · c8 B d · d8 černý král · e8 černý dáma vzhůru nohama · f8 B d · g8 černý jezdec · h8 černý věž · a7 černý pěšec · b7 černý pěšec · c7 černý pěšec · d7 černý pěšec · e7 černý pěšec · f7 černý pěšec · g7 černý pěšec · h7 černý pěšec · a2 bílý pěšec · b2 bílý pěšec · c2 bílý pěšec · d2 bílý pěšec · e2 bílý pěšec · f2 bílý pěšec · g2 bílý pěšec · h2 bílý pěšec · a1 bílý věž · b1 bílý jezdec · c1 B l · d1 bílý dáma vzhůru nohama · e1 bílý král · f1 B l · g1 bílý jezdec · h1 bílý věž | a8 černý věž · b8 černý jezdec · c8 B d · d8 černý král · e8 černý dáma vzhůru nohama · f8 B d · g8 černý jezdec · h8 černý věž · a7 černý pěšec · b7 černý pěšec · c7 černý pěšec · d7 černý pěšec · e7 černý pěšec · f7 černý pěšec · g7 černý pěšec · h7 černý pěšec · a2 bílý pěšec · b2 bílý pěšec · c2 bílý pěšec · d2 bílý pěšec · e2 bílý pěšec · f2 bílý pěšec · g2 bílý pěšec · h2 bílý pěšec · a1 bílý věž · b1 bílý jezdec · c1 B l · d1 bílý dáma vzhůru nohama · e1 bílý král · f1 B l · g1 bílý jezdec · h1 bílý věž | a8 černý věž · b8 černý jezdec · c8 B d · d8 černý král · e8 černý dáma vzhůru nohama · f8 B d · g8 černý jezdec · h8 černý věž · a7 černý pěšec · b7 černý pěšec · c7 černý pěšec · d7 černý pěšec · e7 černý pěšec · f7 černý pěšec · g7 černý pěšec · h7 černý pěšec · a2 bílý pěšec · b2 bílý pěšec · c2 bílý pěšec · d2 bílý pěšec · e2 bílý pěšec · f2 bílý pěšec · g2 bílý pěšec · h2 bílý pěšec · a1 bílý věž · b1 bílý jezdec · c1 B l · d1 bílý dáma vzhůru nohama · e1 bílý král · f1 B l · g1 bílý jezdec · h1 bílý věž | 3 |
| 2 | a8 černý věž · b8 černý jezdec · c8 B d · d8 černý král · e8 černý dáma vzhůru nohama · f8 B d · g8 černý jezdec · h8 černý věž · a7 černý pěšec · b7 černý pěšec · c7 černý pěšec · d7 černý pěšec · e7 černý pěšec · f7 černý pěšec · g7 černý pěšec · h7 černý pěšec · a2 bílý pěšec · b2 bílý pěšec · c2 bílý pěšec · d2 bílý pěšec · e2 bílý pěšec · f2 bílý pěšec · g2 bílý pěšec · h2 bílý pěšec · a1 bílý věž · b1 bílý jezdec · c1 B l · d1 bílý dáma vzhůru nohama · e1 bílý král · f1 B l · g1 bílý jezdec · h1 bílý věž | a8 černý věž · b8 černý jezdec · c8 B d · d8 černý král · e8 černý dáma vzhůru nohama · f8 B d · g8 černý jezdec · h8 černý věž · a7 černý pěšec · b7 černý pěšec · c7 černý pěšec · d7 černý pěšec · e7 černý pěšec · f7 černý pěšec · g7 černý pěšec · h7 černý pěšec · a2 bílý pěšec · b2 bílý pěšec · c2 bílý pěšec · d2 bílý pěšec · e2 bílý pěšec · f2 bílý pěšec · g2 bílý pěšec · h2 bílý pěšec · a1 bílý věž · b1 bílý jezdec · c1 B l · d1 bílý dáma vzhůru nohama · e1 bílý král · f1 B l · g1 bílý jezdec · h1 bílý věž | a8 černý věž · b8 černý jezdec · c8 B d · d8 černý král · e8 černý dáma vzhůru nohama · f8 B d · g8 černý jezdec · h8 černý věž · a7 černý pěšec · b7 černý pěšec · c7 černý pěšec · d7 černý pěšec · e7 černý pěšec · f7 černý pěšec · g7 černý pěšec · h7 černý pěšec · a2 bílý pěšec · b2 bílý pěšec · c2 bílý pěšec · d2 bílý pěšec · e2 bílý pěšec · f2 bílý pěšec · g2 bílý pěšec · h2 bílý pěšec · a1 bílý věž · b1 bílý jezdec · c1 B l · d1 bílý dáma vzhůru nohama · e1 bílý král · f1 B l · g1 bílý jezdec · h1 bílý věž | a8 černý věž · b8 černý jezdec · c8 B d · d8 černý král · e8 černý dáma vzhůru nohama · f8 B d · g8 černý jezdec · h8 černý věž · a7 černý pěšec · b7 černý pěšec · c7 černý pěšec · d7 černý pěšec · e7 černý pěšec · f7 černý pěšec · g7 černý pěšec · h7 černý pěšec · a2 bílý pěšec · b2 bílý pěšec · c2 bílý pěšec · d2 bílý pěšec · e2 bílý pěšec · f2 bílý pěšec · g2 bílý pěšec · h2 bílý pěšec · a1 bílý věž · b1 bílý jezdec · c1 B l · d1 bílý dáma vzhůru nohama · e1 bílý král · f1 B l · g1 bílý jezdec · h1 bílý věž | a8 černý věž · b8 černý jezdec · c8 B d · d8 černý král · e8 černý dáma vzhůru nohama · f8 B d · g8 černý jezdec · h8 černý věž · a7 černý pěšec · b7 černý pěšec · c7 černý pěšec · d7 černý pěšec · e7 černý pěšec · f7 černý pěšec · g7 černý pěšec · h7 černý pěšec · a2 bílý pěšec · b2 bílý pěšec · c2 bílý pěšec · d2 bílý pěšec · e2 bílý pěšec · f2 bílý pěšec · g2 bílý pěšec · h2 bílý pěšec · a1 bílý věž · b1 bílý jezdec · c1 B l · d1 bílý dáma vzhůru nohama · e1 bílý král · f1 B l · g1 bílý jezdec · h1 bílý věž | a8 černý věž · b8 černý jezdec · c8 B d · d8 černý král · e8 černý dáma vzhůru nohama · f8 B d · g8 černý jezdec · h8 černý věž · a7 černý pěšec · b7 černý pěšec · c7 černý pěšec · d7 černý pěšec · e7 černý pěšec · f7 černý pěšec · g7 černý pěšec · h7 černý pěšec · a2 bílý pěšec · b2 bílý pěšec · c2 bílý pěšec · d2 bílý pěšec · e2 bílý pěšec · f2 bílý pěšec · g2 bílý pěšec · h2 bílý pěšec · a1 bílý věž · b1 bílý jezdec · c1 B l · d1 bílý dáma vzhůru nohama · e1 bílý král · f1 B l · g1 bílý jezdec · h1 bílý věž | a8 černý věž · b8 černý jezdec · c8 B d · d8 černý král · e8 černý dáma vzhůru nohama · f8 B d · g8 černý jezdec · h8 černý věž · a7 černý pěšec · b7 černý pěšec · c7 černý pěšec · d7 černý pěšec · e7 černý pěšec · f7 černý pěšec · g7 černý pěšec · h7 černý pěšec · a2 bílý pěšec · b2 bílý pěšec · c2 bílý pěšec · d2 bílý pěšec · e2 bílý pěšec · f2 bílý pěšec · g2 bílý pěšec · h2 bílý pěšec · a1 bílý věž · b1 bílý jezdec · c1 B l · d1 bílý dáma vzhůru nohama · e1 bílý král · f1 B l · g1 bílý jezdec · h1 bílý věž | a8 černý věž · b8 černý jezdec · c8 B d · d8 černý král · e8 černý dáma vzhůru nohama · f8 B d · g8 černý jezdec · h8 černý věž · a7 černý pěšec · b7 černý pěšec · c7 černý pěšec · d7 černý pěšec · e7 černý pěšec · f7 černý pěšec · g7 černý pěšec · h7 černý pěšec · a2 bílý pěšec · b2 bílý pěšec · c2 bílý pěšec · d2 bílý pěšec · e2 bílý pěšec · f2 bílý pěšec · g2 bílý pěšec · h2 bílý pěšec · a1 bílý věž · b1 bílý jezdec · c1 B l · d1 bílý dáma vzhůru nohama · e1 bílý král · f1 B l · g1 bílý jezdec · h1 bílý věž | 2 |
| 1 | a8 černý věž · b8 černý jezdec · c8 B d · d8 černý král · e8 černý dáma vzhůru nohama · f8 B d · g8 černý jezdec · h8 černý věž · a7 černý pěšec · b7 černý pěšec · c7 černý pěšec · d7 černý pěšec · e7 černý pěšec · f7 černý pěšec · g7 černý pěšec · h7 černý pěšec · a2 bílý pěšec · b2 bílý pěšec · c2 bílý pěšec · d2 bílý pěšec · e2 bílý pěšec · f2 bílý pěšec · g2 bílý pěšec · h2 bílý pěšec · a1 bílý věž · b1 bílý jezdec · c1 B l · d1 bílý dáma vzhůru nohama · e1 bílý král · f1 B l · g1 bílý jezdec · h1 bílý věž | a8 černý věž · b8 černý jezdec · c8 B d · d8 černý král · e8 černý dáma vzhůru nohama · f8 B d · g8 černý jezdec · h8 černý věž · a7 černý pěšec · b7 černý pěšec · c7 černý pěšec · d7 černý pěšec · e7 černý pěšec · f7 černý pěšec · g7 černý pěšec · h7 černý pěšec · a2 bílý pěšec · b2 bílý pěšec · c2 bílý pěšec · d2 bílý pěšec · e2 bílý pěšec · f2 bílý pěšec · g2 bílý pěšec · h2 bílý pěšec · a1 bílý věž · b1 bílý jezdec · c1 B l · d1 bílý dáma vzhůru nohama · e1 bílý král · f1 B l · g1 bílý jezdec · h1 bílý věž | a8 černý věž · b8 černý jezdec · c8 B d · d8 černý král · e8 černý dáma vzhůru nohama · f8 B d · g8 černý jezdec · h8 černý věž · a7 černý pěšec · b7 černý pěšec · c7 černý pěšec · d7 černý pěšec · e7 černý pěšec · f7 černý pěšec · g7 černý pěšec · h7 černý pěšec · a2 bílý pěšec · b2 bílý pěšec · c2 bílý pěšec · d2 bílý pěšec · e2 bílý pěšec · f2 bílý pěšec · g2 bílý pěšec · h2 bílý pěšec · a1 bílý věž · b1 bílý jezdec · c1 B l · d1 bílý dáma vzhůru nohama · e1 bílý král · f1 B l · g1 bílý jezdec · h1 bílý věž | a8 černý věž · b8 černý jezdec · c8 B d · d8 černý král · e8 černý dáma vzhůru nohama · f8 B d · g8 černý jezdec · h8 černý věž · a7 černý pěšec · b7 černý pěšec · c7 černý pěšec · d7 černý pěšec · e7 černý pěšec · f7 černý pěšec · g7 černý pěšec · h7 černý pěšec · a2 bílý pěšec · b2 bílý pěšec · c2 bílý pěšec · d2 bílý pěšec · e2 bílý pěšec · f2 bílý pěšec · g2 bílý pěšec · h2 bílý pěšec · a1 bílý věž · b1 bílý jezdec · c1 B l · d1 bílý dáma vzhůru nohama · e1 bílý král · f1 B l · g1 bílý jezdec · h1 bílý věž | a8 černý věž · b8 černý jezdec · c8 B d · d8 černý král · e8 černý dáma vzhůru nohama · f8 B d · g8 černý jezdec · h8 černý věž · a7 černý pěšec · b7 černý pěšec · c7 černý pěšec · d7 černý pěšec · e7 černý pěšec · f7 černý pěšec · g7 černý pěšec · h7 černý pěšec · a2 bílý pěšec · b2 bílý pěšec · c2 bílý pěšec · d2 bílý pěšec · e2 bílý pěšec · f2 bílý pěšec · g2 bílý pěšec · h2 bílý pěšec · a1 bílý věž · b1 bílý jezdec · c1 B l · d1 bílý dáma vzhůru nohama · e1 bílý král · f1 B l · g1 bílý jezdec · h1 bílý věž | a8 černý věž · b8 černý jezdec · c8 B d · d8 černý král · e8 černý dáma vzhůru nohama · f8 B d · g8 černý jezdec · h8 černý věž · a7 černý pěšec · b7 černý pěšec · c7 černý pěšec · d7 černý pěšec · e7 černý pěšec · f7 černý pěšec · g7 černý pěšec · h7 černý pěšec · a2 bílý pěšec · b2 bílý pěšec · c2 bílý pěšec · d2 bílý pěšec · e2 bílý pěšec · f2 bílý pěšec · g2 bílý pěšec · h2 bílý pěšec · a1 bílý věž · b1 bílý jezdec · c1 B l · d1 bílý dáma vzhůru nohama · e1 bílý král · f1 B l · g1 bílý jezdec · h1 bílý věž | a8 černý věž · b8 černý jezdec · c8 B d · d8 černý král · e8 černý dáma vzhůru nohama · f8 B d · g8 černý jezdec · h8 černý věž · a7 černý pěšec · b7 černý pěšec · c7 černý pěšec · d7 černý pěšec · e7 černý pěšec · f7 černý pěšec · g7 černý pěšec · h7 černý pěšec · a2 bílý pěšec · b2 bílý pěšec · c2 bílý pěšec · d2 bílý pěšec · e2 bílý pěšec · f2 bílý pěšec · g2 bílý pěšec · h2 bílý pěšec · a1 bílý věž · b1 bílý jezdec · c1 B l · d1 bílý dáma vzhůru nohama · e1 bílý král · f1 B l · g1 bílý jezdec · h1 bílý věž | a8 černý věž · b8 černý jezdec · c8 B d · d8 černý král · e8 černý dáma vzhůru nohama · f8 B d · g8 černý jezdec · h8 černý věž · a7 černý pěšec · b7 černý pěšec · c7 černý pěšec · d7 černý pěšec · e7 černý pěšec · f7 černý pěšec · g7 černý pěšec · h7 černý pěšec · a2 bílý pěšec · b2 bílý pěšec · c2 bílý pěšec · d2 bílý pěšec · e2 bílý pěšec · f2 bílý pěšec · g2 bílý pěšec · h2 bílý pěšec · a1 bílý věž · b1 bílý jezdec · c1 B l · d1 bílý dáma vzhůru nohama · e1 bílý král · f1 B l · g1 bílý jezdec · h1 bílý věž | 1 |
|   | a | b | c | d | e | f | g | h |   |

Zde uvedená pravidla jsou pravidly hry pro čtyři hráče. Od hry pro dva hráče se liší základním postavením figurek a figurkou ministra.
Dva a dva hráči tvoří dvojici, jejímž cílem je zajmout všechny kameny protivníků.
O tom jakým kamenem bude hráč hrát rozhoduje hod čtyřstěnnou kostkou (resp. kvádříkem protáhlého tvaru). Tah musí hráč provést i jestliže je to pro něj nevýhodné.

Padne-li:
- pětka, táhne pěšákem nebo rádžou.
- čtyřka, táhne slonem.
- trojka, táhne koněm.
- dvojka, táhne lodí.

Pro tuto hru byly vytvořeny speciální podlouhlé kostky, takže padají pouze uvedené čtyři hodnoty. Při hře obyčejnou kostkou se při pádu jedničky nebo šestky hází znovu.
Každý z hráčů má pochopitelně sadu figur odlišné barvy – např. bílou, černou, červenou, zelenou atp.
Kámen, který vstoupí na pole obsazené soupeřovým kamenem, tento kámen zajme a odstraní z desky. Výjimka platí pro pěšáky, kteří smí zajmout jen pěšáka nebo loď, a pro lodě, které smí zajímat jen pěšáky. Potkají-li se lodě na čtyřech sousedních polích tvořících čtverec, loď, která se přisunula jako poslední, zajme tři zbývající (včetně spoluhráčovy). Když rádža vstoupí do cizího, zvlášť označeného pole, které představuje královský trůn, říká se, že tento trůn dobyl. Rádža, který dobyl trůn svého spojence, vyřadil tím spoluhráče z boje. Převezme velení i nad jeho armádou a pokračuje ve hře sám s oběma sadami kamenů. Ztráta rádži neznamená konec hry, hráč může pokračovat v boji se zbývajícími kameny. Když je zajat některý z rádžů jedné spojenecké dvojice a ta zajme rádžu nepřátelského, může soupeřům nabídnout výměnu. V případě dohody oba zajatí rádžové opět nastoupí na své trůny. Jsou-li obsazeny, tedy do některého z volných polí vedle trůnu.
Pěšák, který se probojuje až na pole opačné strany desky, kde stál před začátkem partie jezdec nebo slon, mění se v tuto figuru. Pěšec může být proměněn jen jestliže hráč v průběhu hry o některého z pěšců přišel. Jestliže při vstupu na pole má hráč ještě všechny pěšce, proměnu uskuteční po ztrátě některého z pěšců.
Jestliže některému z hráčů zbývá na desce již jen pěšák s lodí a všechny ostatní kameny ztratil, může proměnit pěšce v libovolnou figuru. Musí s ním však nejprve dojít na pole, kde na začátku hry stál rádža, slon, kůň nebo loď.
Vítězí hráč nebo spojenecká dvojice, které se podaří vyřadit ze hry oba soupeře.

## Pohybový rejstřík figur
Rádža (na obrázku reprezentován králem)smí se přemístit libovolným směrem o jedno pole.
Pěšáksmí jen o pole vpřed a zajímá šikmo vpřed.
Slonsmí o libovolný počet polí v ortogonálních směrech.
Kůňsmí se přemístit o dvě pole vpřed (vzad, doleva i doprava) a jedno do strany. Přitom může přeskočit jinou figuru.
Loďsmí se přemístit o dvě pole šikmo i přes jinou figuru.
Ministrve variantě pro dva hráče (na obrázku reprezentován královnou) se pohybuje diagonálně o jedno pole.